# Sarabi (Disney)
Sarabi est un personnage de fiction qui est apparu pour la première fois dans le long métrage d'animation Le Roi lion.

## Description
Sarabi est une lionne au pelage plus brun que Nala. Ses yeux penchent vers le jaune. Ses parents s'appellent Shaka (le père) et Jamili (la mère), elle a aussi un frère qui se nomme Aheri et deux neveux. Sarabi tombe dans une fosse, et c'est grâce à la vigilance de Zazu que Mufasa est en mesure de venir à son secours.
Elle ne joue toutefois qu'un rôle secondaire malgré son titre de reine. Après avoir donné naissance à Simba, elle n'apparait ensuite que rarement. L'une des scènes la montre autorisant son fils à aller en promenade avec la jeune Nala, mais elle tient tout de même à ce que Zazu les chaperonne. Cette surveillance, affaiblie par le côté aventureux des deux lionceaux, force Mufasa à intervenir dans le cimetière d'éléphants et les sauver des hyènes. Sarabi réapparaît ensuite lorsque Scar prend le pouvoir sur la Terre des Lions, après avoir annoncé la mort de Mufasa et de Simba elle est dévastée puis choquée quand Scar laisse les Hyènes s'emparer de la Terre des Lions. Elle est alors nommée responsable des troupes de chasse et de l'apport de nourriture. C'est contre son avis que Nala part au loin chercher de l'aide et retrouve Simba réfugié auprès de Timon et Pumbaa. Elle a ensuite du mal à reconnaître son fils, et le voit d'abord comme un fantôme de son défunt époux. (On peut remarquer que ce type de comportement est plus humain qu'animal, les félins utilisant leur odorat pour se reconnaître). Elle participe à la Bataille Finale contre Scar et les Hyènes et survit. On aperçoit Sarabi une dernière fois quand elle regarde son fils monter le Rocher de la Fierté et devenir le nouveau roi.

## Interprètes
- Voix originale : Madge Sinclair
  - Alfre Woodard dans le film de 2019
- Voix allemande : Rita Engelmann
- Voix brésilienne : Maria Helena Pader
- Voix danoise : Kirsten Olesen
- Voix finnoise : Ulla Tapaninen
- Voix française : Nicole Raucher
- Voix hongroise : Magdolna Menszátor
- Voix islandaise : Helga Jónsdóttir
- Voix italienne : Paola Giannetti
- Voix japonaise : Haruko Kitahamo
- Voix néerlandaise : Gerda Havertong
- Voix norvégienne : Kari Ann Grønnsund
- Voix polonaise : Maria Reif
- Voix portugaise : Manuela Santos

## Caractéristiques particulières
- Son nom signifie "mirage" ou "illusion d'optique" en swahili[1]
- Sarabi n'apparaît pas dans Le Roi lion 2 : L'Honneur de la tribu, en raison du décès de Madge Sinclair, sa voix originale, survenu avant que la production du film n'ait commencé.